# Lindstrom
Lindstrom – miasto w Stanach Zjednoczonych, w stanie Minnesota, w hrabstwie Chisago.